# Muraena helena
La morena del Mediterráneo (Muraena helena) es una especie de pez anguiliforme de la familia Muraenidae. No se reconocen subespecies.
Carece de aletas pectorales y sus aberturas branquiales se reducen a unos pequeños orificios. Vive generalmente entre las rocas y puede alcanzar 1,5 m de longitud. Aunque es inofensiva si no es molestada, su mordedura puede ser peligrosa para los humanos.

## Descripción
La morena mediterránea tiene un cuerpo alargado, parecido a la anguila, puede alcanzar una longitud de 1,5 metros y pesar más de 15 kilogramos. Su coloración varía del gris al marrón oscuro con pequeñas manchas. La piel es viscosa y sin escamas. La aleta dorsal comienza detrás de su cabeza y continúa a la aleta caudal (fusionado con la aleta anal). Las aletas pectorales están ausentes, los dientes son largos y (al igual que otras morenas) puntiagudos. La boca es larga y robusta y llega detrás de las agallas.

## Distribución y comportamiento
La morena mediterránea habita en las aguas costeras del Océano Atlántico oriental de las islas británicas a la costa de Senegal; las aguas de las Islas Canarias y las Islas Azores; y el Mar Mediterráneo. Prefiere los fondos rocosos y vive en profundidades entre 5 y 80 metros. Es una especie solitaria y territorial. La morena mediterránea pasa la mayor parte del día en cavidades y grietas entre las rocas y es más activa durante la noche. Caza peces, cangrejos y cefalópodos, pero también se alimenta de animales muertos.
La reproducción de la morena mediterránea es poco conocida. Producen unos 60.000 huevos en aguas abiertas.
Un crustáceo parásito, el trematodo Folliculovarium mediterraneum y el gusano plano Lecithochirium grandiporum son parásitos de la morena mediterránea.
La morena mediterránea es una especie agresiva para el ser humano, su mordedura produce desgarro por su gran musculatura y puede producir hasta arrancamiento de dedos

## Importancia humana
Su mordedura es venenosa debido a una secreción hemolítica de su mucosa palatina. 
Las morenas mediterráneas, aunque no son un plato muy conocido, se comen asadas, hervidas y al horno. La piel se puede utilizar para el cuero.

## Galería de imágenes

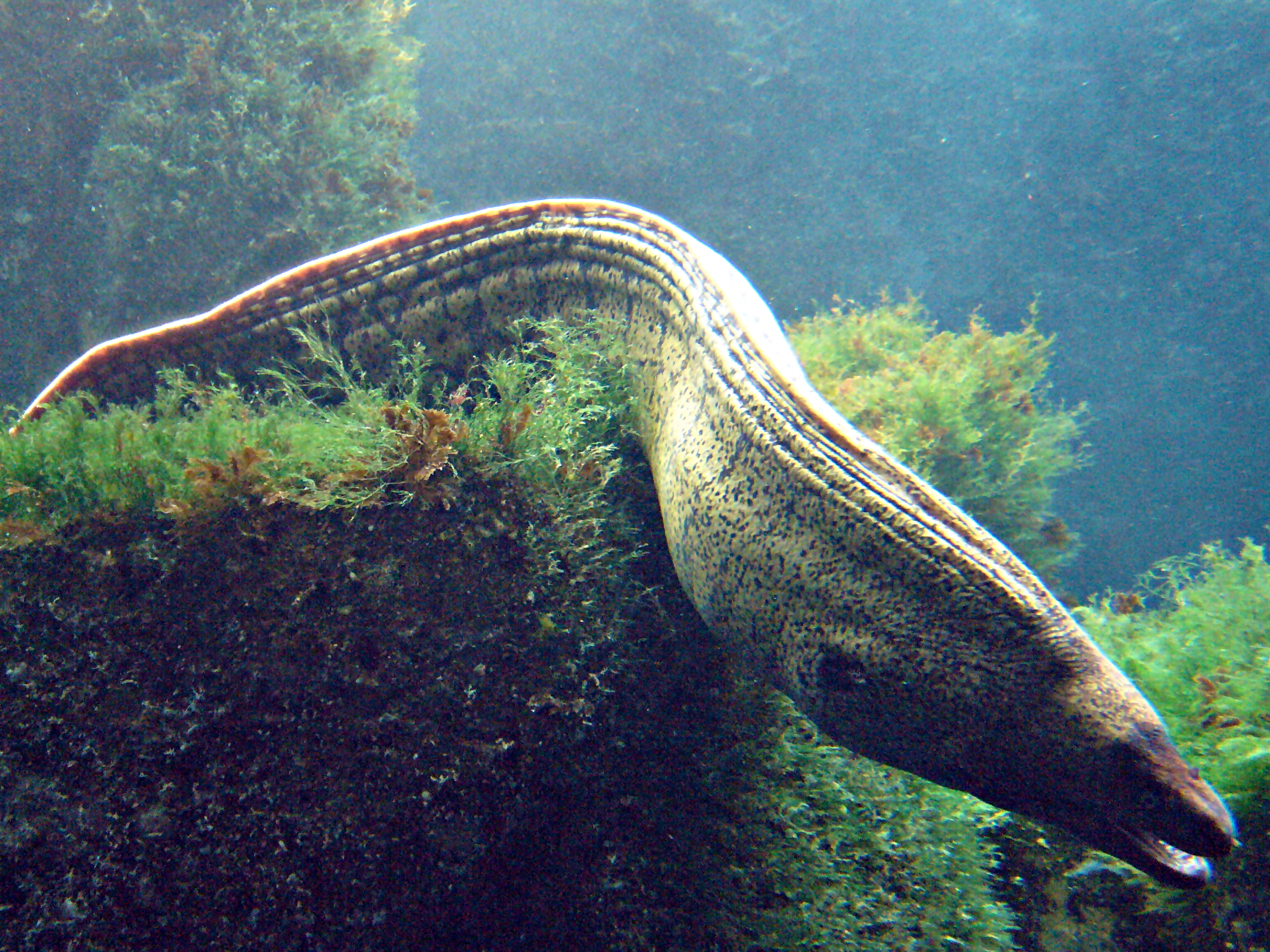
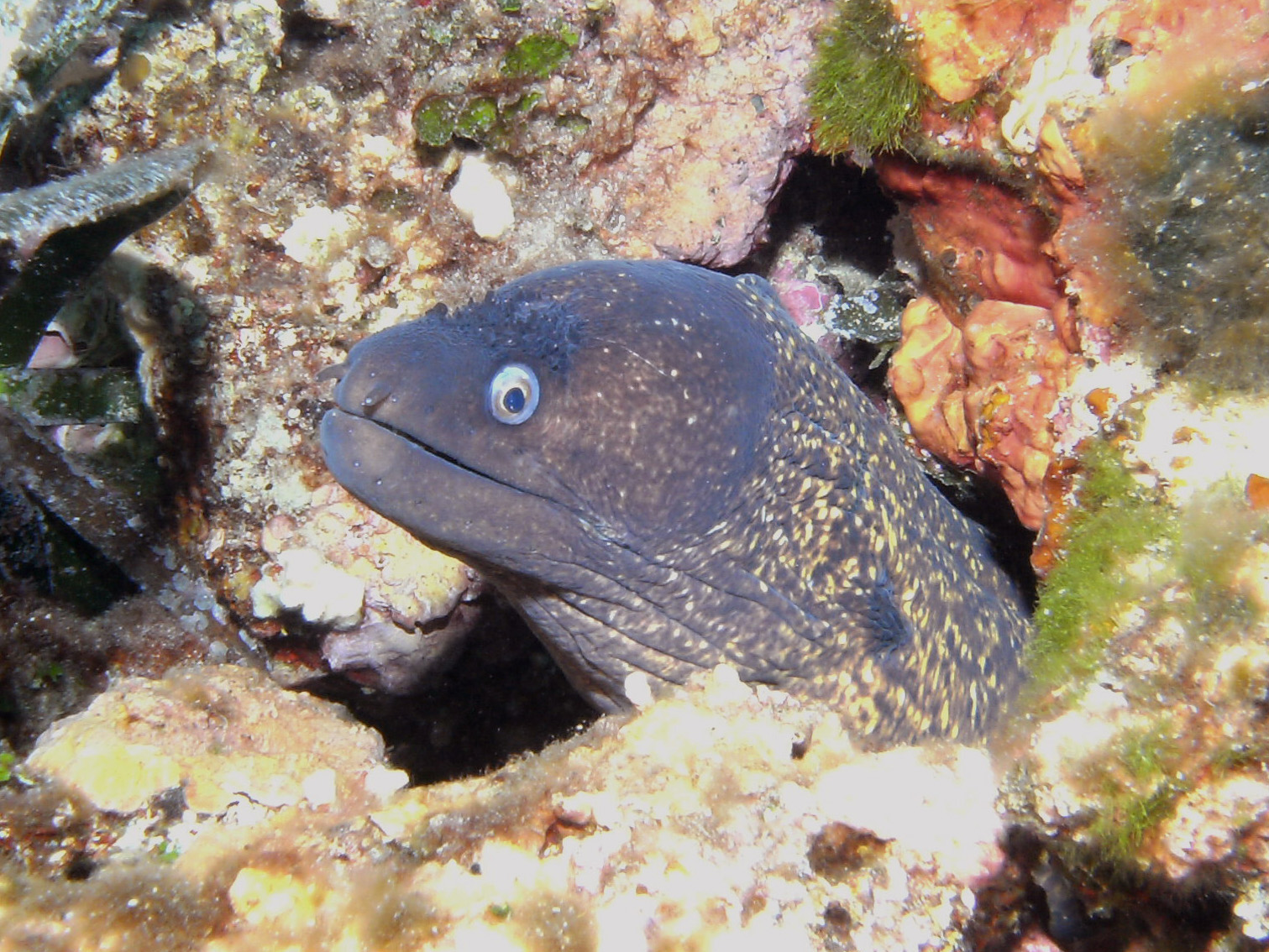
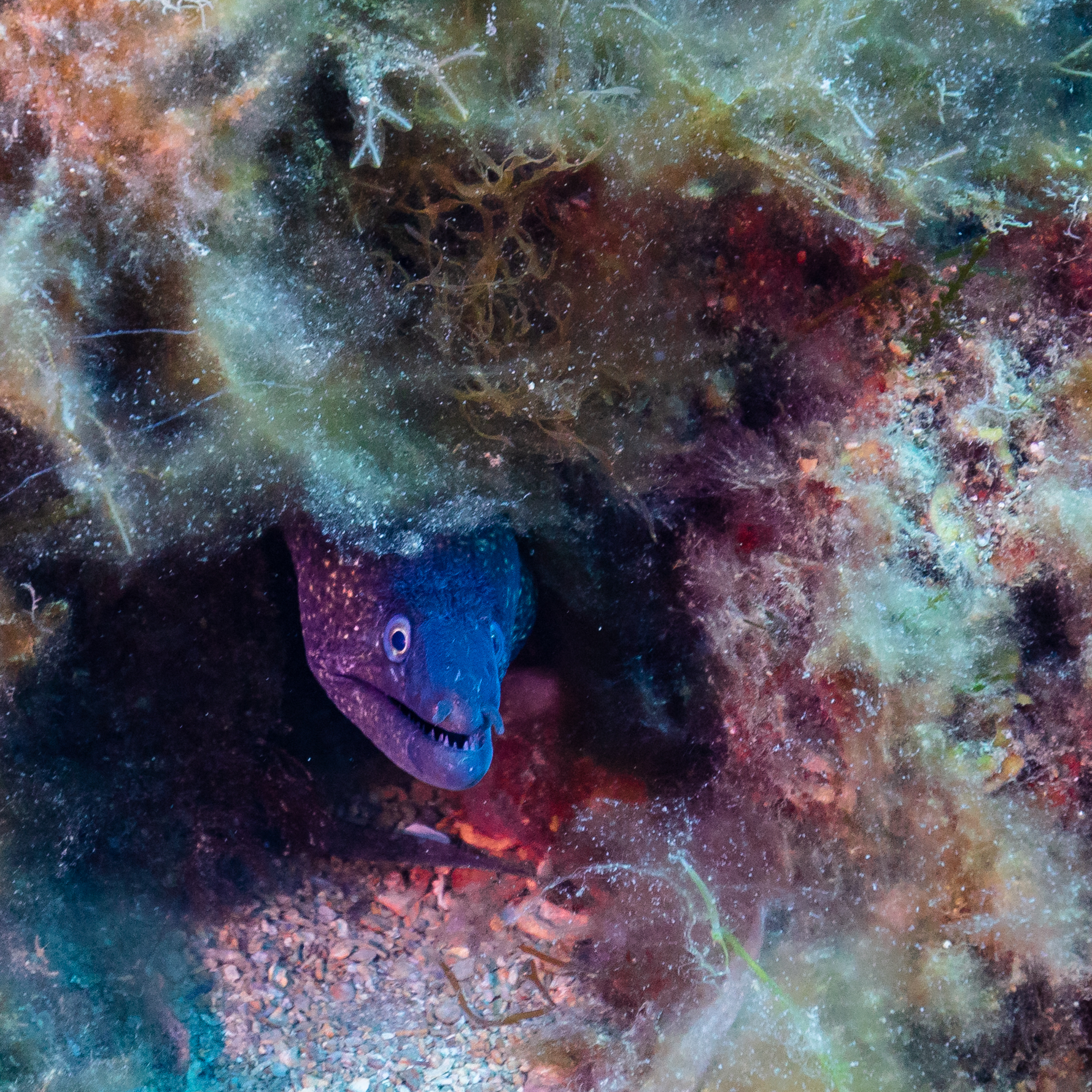
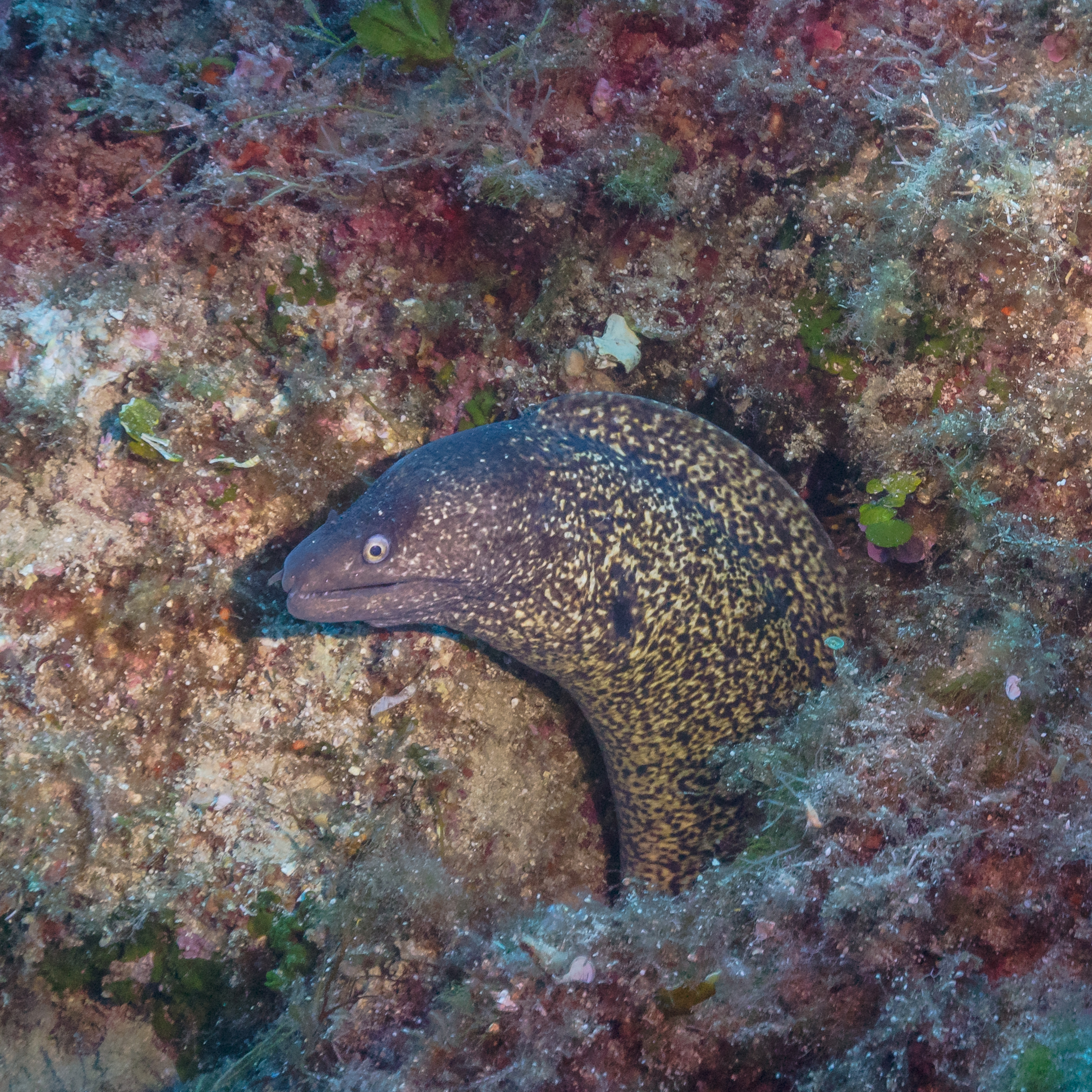